# 移民海地
移民海地，是指19世紀初一些美國自由身黑人移民到剛剛獨立的海地的運動。
在1810年代時已有少數自由的黑人移民到海地，但直到1824年在海地總統让-皮埃尔·布瓦耶支持下，移民才真正開始。當時的美國殖民協會也認為黑人無法融入美國社會，因此同意支持招募計劃，而布雅耶的目的是為加強海地是黑人國家的形象。在1824年夏天直到1826年數千個黑人移民到海地，直到海地政府停止支付運輸費用，之後也有美國黑人移民海地，但從未超過1824-1826年之間留下的人數。
另一個美國黑人移民海地計劃開始於1859年，持續了大約三年。儘管這個項目有亞伯拉罕·林肯和其他政治人物的支持，但因第一次移民計劃的失敗和美國逐漸認定黑人為國民情況下計劃告吹。